# Yoshimi Sasahara
Yoshimi Sasahara (笹原 義巳 Sasahara Yoshimi?, nacido el 2 de abril de 1974 en Kagoshima) es un exfutbolista japonés. Jugaba de guardameta y su último club fue el Sagan Tosu de Japón.

## Trayectoria

### Clubes
| Club              | País  | Año         |
| ----------------- | ----- | ----------- |
| Honda             | Japón | 1997 - 1998 |
| Kawasaki Frontale | Japón | 1999 - 2001 |
| Sagan Tosu        | Japón | 2004        |

## Palmarés

### Títulos nacionales
| Título    | Club              | País  | Año  |
| --------- | ----------------- | ----- | ---- |
| J2 League | Kawasaki Frontale | Japón | 1999 |